# العدارسة (رداع)

تعديل مصدري - تعديل

حارة العدارسة هي إحدى حارات مدينة رداع أحد مدن محافظة البيضاء، بلغ تعداد سكانها 625 نسمة حسب تعداد اليمن لعام 2004.